# Lijst van Tibetaanse kloosters

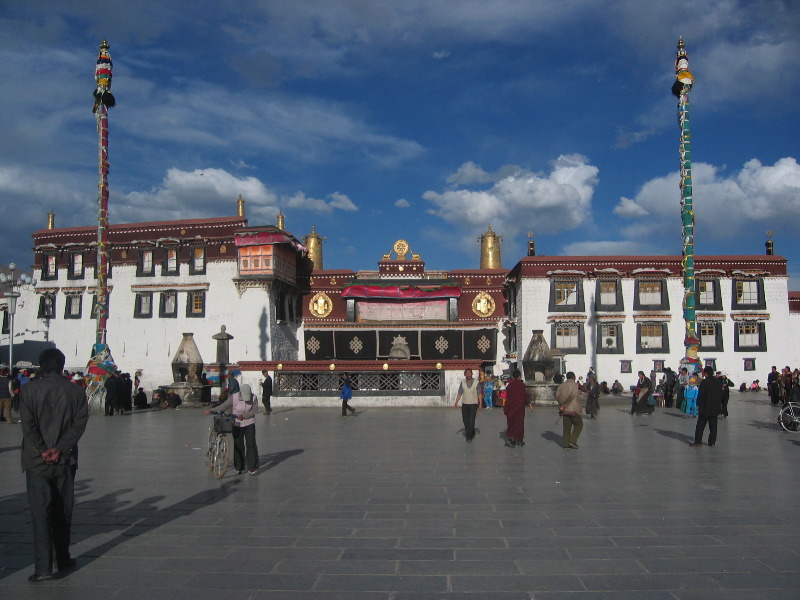
Jokhang staat op de Werelderfgoedlijst van de UNESCO

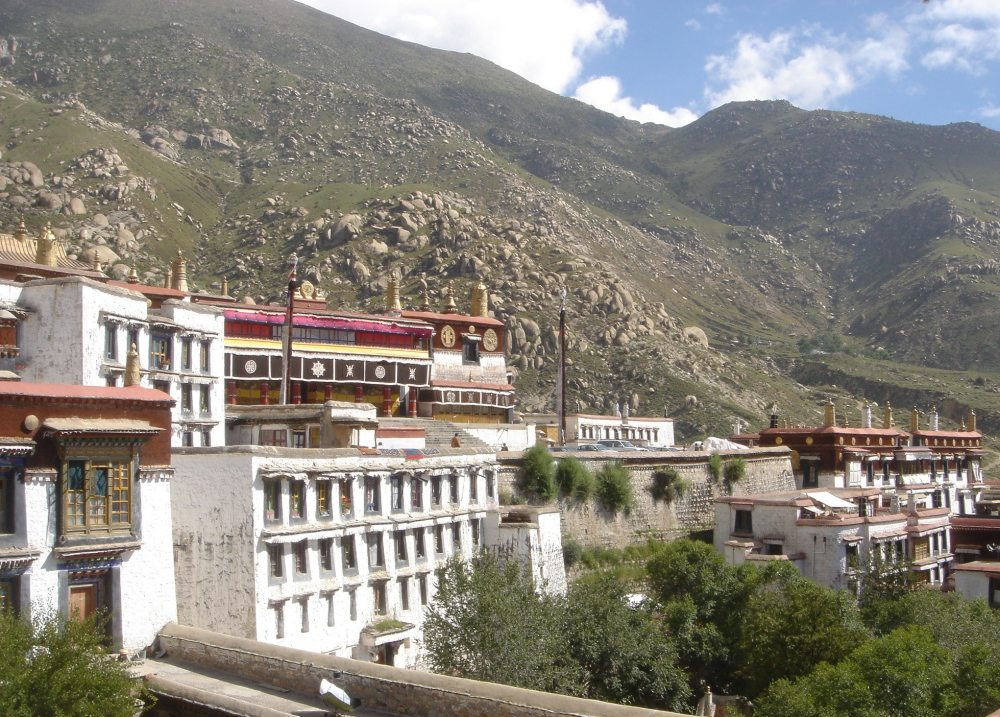
Drepung

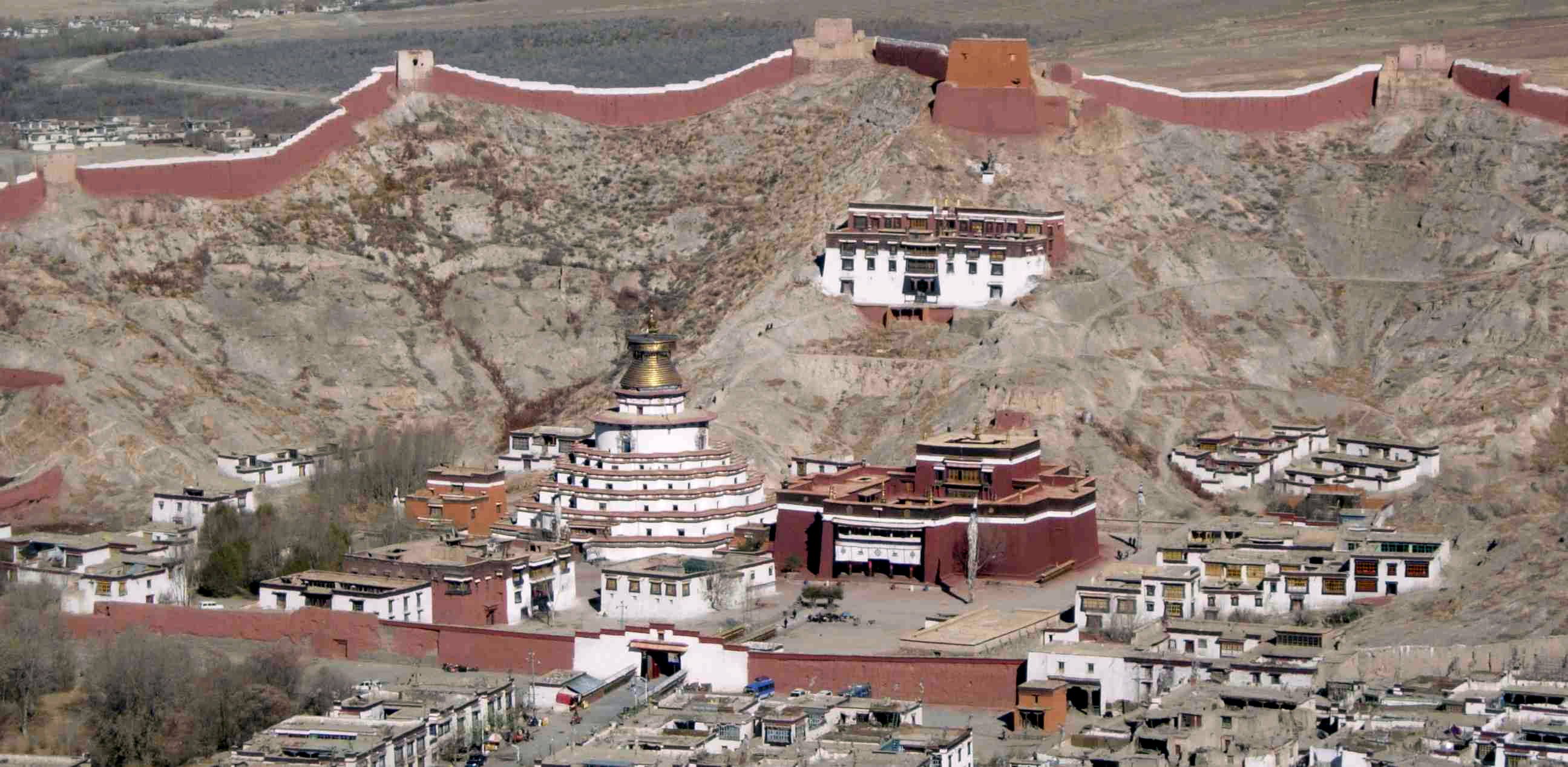
Palcho, gezien vanaf het fort van Gyantse

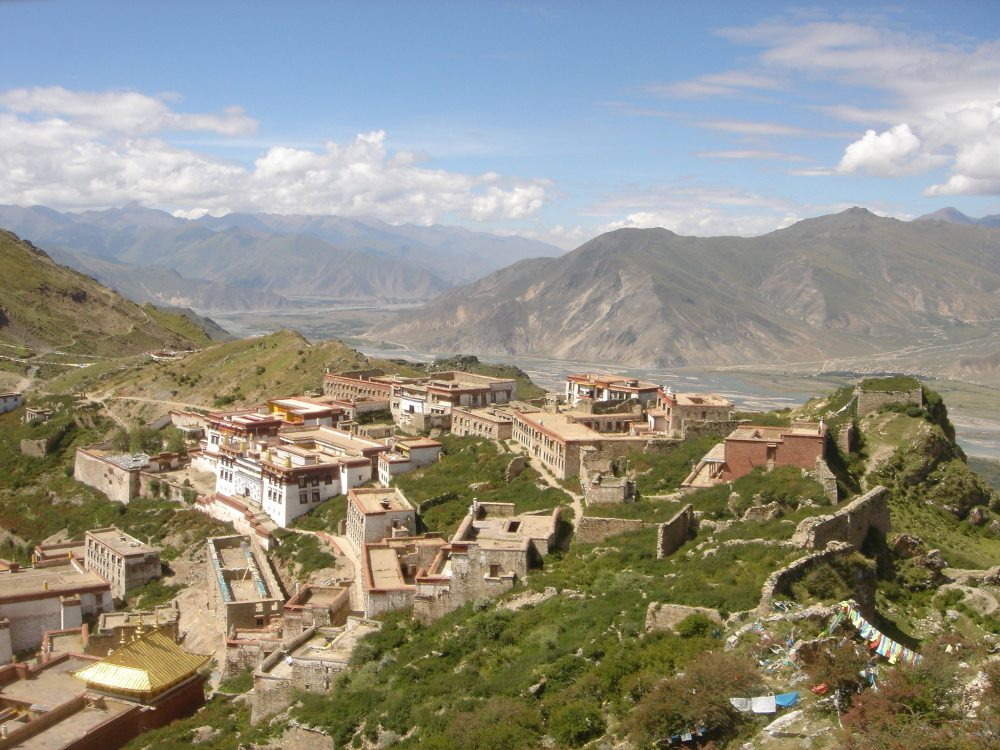
Ganden

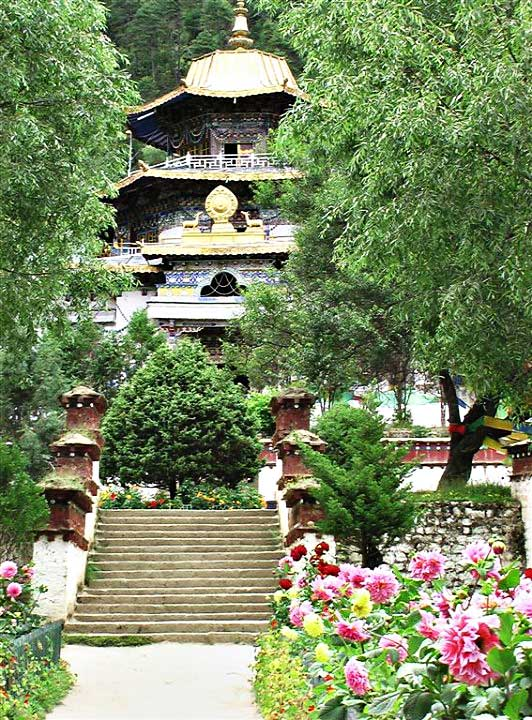
Lamaling

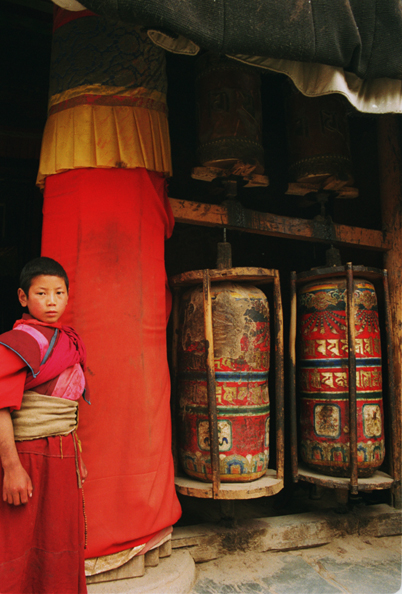
Labrang

Deze lijst van Tibetaanse kloosters is een overzicht van historische en hedendaagse Tibetaanse kloosters, gesorteerd in de vijf voornaamste ordes van de Tibetaans boeddhistische spirituele tradities die worden erkend door Tenzin Gyatso, de veertiende dalai lama, en de traditionele godsdienst van Tibet, bön. De lijst is inclusief de kloosters die binnen vroegere grenzen liggen of cultureel tot de Tibetaanse traditie worden gerekend.

## Bön
- Menri
- Yungdrung Ling
- Triten Norbutse

## Tibetaans boeddhisme

### Gelug
- Sera, het grootste klooster in Tibet, met talrijke scholen
- Drepung
- Ganden, zetel van de Ganden tripa

Vier Koninklijke Colleges of Regentschaptempels
- Drib Tsemchokling
- Kündeling
- Tengyeling
- Tsemönling

Overige kloosters
- Alchi
- Thradrug
- Jokhang, gebouwd door koning Songtsen Gampo in 647, een belangrijk pelgrimsoord
- Kumbum
- Labrang
- Namgyal
- Narthang
- Nechung
- Palcho
- Reting
- Spitok
- Tabo
- Tashilhunpo, zetel van de pänchen lama
- Yerpa
- Thupten Jampaling

### Jonangpa
- Jonang

### Kagyü
Veel kagyükloosters bevinden zich in Kham in oostelijk Tibet. Tsurphu is een van de belangrijksten en ligt net als Ralung in centraal Tibet.
- Drigung
- Palpung, zetel van de tai situ en de Jamgon Kongtrül
- Ralung, zetel van de gyalwang drugpa uit de drugpa kagyülinie
- Riwoche, zetel van de Taklung kagyülijn
- Surmang, zetel van de Trungpa tülku's
- Tsurphu, zetel van de Gyalwa karmapa
- Karma Rolpey Dorje
- Tsetang Gompa (phagdru kagyü)
- Densatil (phagdru kagyü)

### Nyingma
De nyingmalijn heeft zes moederkloosters, hoewel de samenstelling van de zes in de loop van de tijd is veranderd: 
- Dorje Drag
- Dzogchen
- Kathog
- Mindroling
- Palyul
- Shechen

Ook van betekenis is:
- Samye, het eerste klooster in Tibet, opgericht door Padmasambhava en Shantarakshita

Andere nyingmakloosters:
- Tsozong Gongba

### Sakya
- Ngor
- Sakya, zetel van de sakya trizin
- Shalu

Daarnaast:
- Derge
- Ramoche

### Overig
- Ani Tsankhung
- Buchasergyi Lakang
- Chogri
- Chokorgyel
- Dungkhar
- Gajiu
- Khorzhag
- Kirti
- Lamaling
- Muru Nyingba
- Sanga
- Simbiling
- Taktshang
- Tholing